# Ayuntamiento de Santa Cruz de Tenerife
El Ayuntamiento de Santa Cruz de Tenerife es una de las cuatro administraciones públicas con responsabilidad política en la ciudad de Santa Cruz de Tenerife, junto a la Administración General del Estado de España, el Gobierno de Canarias y el Cabildo de Tenerife.
Desde 1979 sus concejales son escogidos por sufragio universal por los ciudadanos de Santa Cruz de Tenerife con derecho a voto, en elecciones celebradas cada cuatro años.

## Sede
El Ayuntamiento se encuentra en la calle Viera y Clavijo del barrio de Los Hoteles, sede actual de la Alcaldía y de los plenos públicos.
El inmueble neoclásico que alberga el Ayuntamiento de Santa Cruz es de 1902 y pensado en un primer momento como Palacio de Justicia aunque, en 1904, ya era la Casa Consistorial. Muchos lo denominan "La Casa de los Dragos" por los dos ejemplares Dracaena draco que se encuentran a ambos lados de su entrada principal.

## Alcalde
En la actualidad el cargo de Alcalde-Presidente lo ostenta José Manuel Bermúdez Esparza, que está al frente de un gobierno integrado por el Partido Popular y  la concejal no adscrita y expulsada del partido con el que concurrió a las elecciones (Ciudadanos), Evelyn Alonso, tras incumplir la disciplina de voto de partido y apoyar la moción de censura contra Patricia Hernández Gutiérrez, del PSOE, que lideraba la corporación gracias a un pacto entre socialistas y Ciudadanos-Partido de la Ciudadanía.
| Periodo   | Nombre                                                                            | Partido                                                         |
| --------- | --------------------------------------------------------------------------------- | --------------------------------------------------------------- |
| 1979-1983 | Manuel Antonio Hermoso Rojas                                                      | Unión de Centro Democrático (UCD)                               |
| 1983-1987 | Manuel Antonio Hermoso Rojas                                                      | Agrupación Tinerfeña de Independientes (ATI)                    |
| 1987-1991 | Manuel Antonio Hermoso Rojas                                                      | Agrupación Tinerfeña de Independientes (ATI)                    |
| 1991-1995 | José Emilio García Gómez                                                          | Agrupación Tinerfeña de Independientes (ATI)                    |
| 1995-1999 | Miguel Zerolo Aguilar                                                             | Coalición Canaria (CC)                                          |
| 1999-2003 | Miguel Zerolo Aguilar                                                             | Coalición Canaria (CC)                                          |
| 2003-2007 | Miguel Zerolo Aguilar                                                             | Coalición Canaria (CC)                                          |
| 2007-2011 | Miguel Zerolo Aguilar                                                             | Coalición Canaria (CC)                                          |
| 2011-2015 | José Manuel Bermúdez Esparza                                                      | Coalición Canaria (CC)                                          |
| 2015-2019 | José Manuel Bermúdez Esparza                                                      | Coalición Canaria (CC)                                          |
| 2019-2023 | Patricia Hernández Gutiérrez (2019-2020) José Manuel Bermúdez Esparza (2020-2023) | Partido Socialista Obrero Español (PSOE) Coalición Canaria (CC) |
| 2023-act. | José Manuel Bermúdez Esparza                                                      | Coalición Canaria (CC)                                          |

## Pleno
| Partido político | Partido político                                                    | 2023   | 2019   | 2015   | 2011   | 2007   | 2003   | 1999   | 1995   | 1991   | 1987   | 1983   | 1979   |
| Partido político | Partido político                                                    | Ediles | Ediles | Ediles | Ediles | Ediles | Ediles | Ediles | Ediles | Ediles | Ediles | Ediles | Ediles |
|                  | Partido Socialista Obrero Español (PSOE)                            | 10     | 9      | 4      | 5      | 7      | 5      | 4      | 4      | 6      | 5      | 7      | 5      |
|                  | Coalición Canaria (CC)                                              | 9      | 10     | 9      | 9      | 11     | 14     | 18     | 11     | —      | —      | —      | —      |
|                  | Partido Popular (PP)-Alianza Popular (AP)                           | 5      | 3      | 6      | 9      | 6      | 5      | 5      | 10     | 3      | 1      | 3      | —      |
|                  | Vox                                                                 | 3      | 0      | 0      | —      | —      | —      | —      | —      | —      | —      | —      | —      |
|                  | Podemos-Equo-Izquierda Unida (IU)-Por Tenerife                      | 0      | 3      | 1      | 1      | 0      | 0      | 0      | 2      | —      | —      | 0      | 2      |
|                  | Ciudadanos (CS)                                                     | 0      | 2      | 3      | —      | —      | —      | —      | —      | —      | —      | —      | —      |
|                  | Partido Nacionalista Canario (PNC)                                  | 0      | CC     | CC     | CC     | CC     | 3      | 0      | —      | —      | —      | —      | —      |
|                  | Alternativa Sí Se Puede por Tenerife (ASSPPT)                       | Pod.   | 0      | 4      | 2      | 0      | —      | —      | —      | —      | —      | —      | —      |
|                  | Ciudadanos de Santa Cruz (CSC)                                      | —      | —      | —      | 1      | 2      | —      | —      | —      | —      | —      | —      | —      |
|                  | Centro Canario Nacionalista (CCN)                                   | —      | —      | 0      | CC     | 1      | —      | —      | —      | —      | —      | —      | —      |
|                  | Iniciativa Canaria Nacionalista (ICAN)                              | —      | —      | —      | —      | —      | —      | —      | —      | 2      | —      | —      | —      |
|                  | Agrupación Tinerfeña de Independientes (ATI)                        | —      | —      | —      | —      | —      | —      | —      | —      | 16     | 21     | 16     | —      |
|                  | Unión del Pueblo Canario (UPC)                                      | —      | —      | —      | —      | —      | —      | —      | —      | —      | —      | 1      | 6      |
|                  | Centro Democrático y Social (CDS)-Unión de Centro Democrático (UCD) | —      | —      | —      | —      | —      | —      | 0      | 0      | 0      | 0      | 0      | 10     |
|                  | Agrupación Libre Electoral de Tenerife (AL)                         | —      | —      | —      | —      | —      | —      | —      | —      | —      | —      | —      | 4      |

## Resultados electorales
| Partido político                               | 2023        | 2023        | 2023        | 2019  | 2019   | 2019       | 2015   | 2015   | 2015       | 2011  | 2011   | 2011       | 2007  | 2007   | 2007       |
| Partido político                               | %           | Votos       | Concejales  | %     | Votos  | Concejales | %      | Votos  | Concejales | %     | Votos  | Concejales | %     | Votos  | Concejales |
| Partido Socialista Obrero Español (PSOE)       | 30,11       | 27 142      | 10          | 26,30 | 23 000 | 9          | 13,24  | 11 720 | 4          | 15,59 | 13 965 | 5          | 24,08 | 22 102 | 7          |
| Coalición Canaria (CC)                         | 28,88       | 26 032      | 9           | 24,24 | 21 452 | 9          | 30,11  | 27 142 | 10         | 27,37 | 24 523 | 9          | 35,22 | 32 325 | 11         |
| Partido Popular (PP)                           | 16,14       | 14 474      | 5           | 9,63  | 8419   | 3          | 17,48  | 15 470 | 6          | 28,36 | 25 407 | 9          | 18,88 | 17 329 | 6          |
| Vox                                            | 8,74        | 7884        | 3           | 3,11  | 2736   | 0          | 0,45   | 402    | 0          | —     | —      | —          | —     | —      | —          |
| Podemos-Equo-Izquierda Unida (IU)-Por Tenerife | 4,50        | 4048        | 0           | 10,62 | 9289   | 3          | 5,10   | 4513   | 1          | 5,81  | 5208   | 1          | 2,36  | 2162   | 0          |
| Ciudadanos (CS)                                | 1,17        | 1061        | 0           | 8,30  | 7254   | 2          | 9,48   | 8395   | 3          | —     | —      | —          | —     | —      | —          |
| Alternativa Sí Se Puede por Tenerife (ASSPPT)  | Con Podemos | Con Podemos | Con Podemos | 3847  | 4,40   | 0          | 10 690 | 12,08  | 4          | 6717  | 7,50   | 2          | 2258  | 2,46   | 0          |
| Ciudadanos de Santa Cruz (CSC)                 | —           | —           | —           | —     | —      | —          | —      | —      | —          | 4826  | 5,39   | 1          | 6475  | 7,05   | 2          |

## Evolución de la deuda viva municipal
El concepto de deuda viva contempla sólo las deudas con cajas y bancos relativas a créditos financieros, valores de renta fija y préstamos o créditos transferidos a terceros, excluyéndose, por tanto, la deuda comercial.
| Gráfica de evolución de la deuda viva del Ayuntamiento entre 2008 y 2023                                         |
| |
| Deuda viva del Ayuntamiento de Santa Cruz de Tenerife, en miles de euros, según datos del Ministerio de Hacienda |